# Smith & Wesson Model 3
O Smith & Wesson Model 3 também conhecido como Smith & Wesson No. 3 Revolver, é um revólver de ação simples (SA), de ação "top-break" que disparava cartuchos, produzido pela Smith & Wesson entre 1870 e 1915, e foi recentemente oferecido novamente como reproduções, tanto pela Smith & Wesson quanto pela Uberti.

## Características
O Smith & Wesson Model 3 foi produzido em muitas variantes e modelos, incluindo o "Russian Model", assim batizado porque foi fornecido às forças armadas do Império Russo (41.000 "S&W nº 3" foram encomendados em calibre .44 pelo Exército Imperial da Rússia em 1871), e o modelo "Schofield", batizado em homenagem ao major George W. Schofield, que fez suas próprias modificações no "Model 3" para atender às suas percepções sobre as necessidades da cavalaria. A Smith & Wesson incorporou essas modificações em um projeto de 1875 que recebeu o nome do major, planejando obter contratos militares significativos para o novo revólver.
O Model 3 da S&W foi originalmente projetado para os cartuchos .44 S&W American e .44 Russian, e normalmente não tinha as informações do cartucho estampadas na pistola (como é a prática padrão para a maioria das armas de fogo comerciais). Os revólveres Model 3 foram posteriormente produzidos em uma variedade de calibres, incluindo: .44 Henry Rimfire, .44-40, .32-44, .38-44 e .45 Schofield. O design influenciaria o S&W .38 Single Action, um modelo menor, que apesar de ter surgido seis anos depois, foi retroativamente chamado de "Model 2".

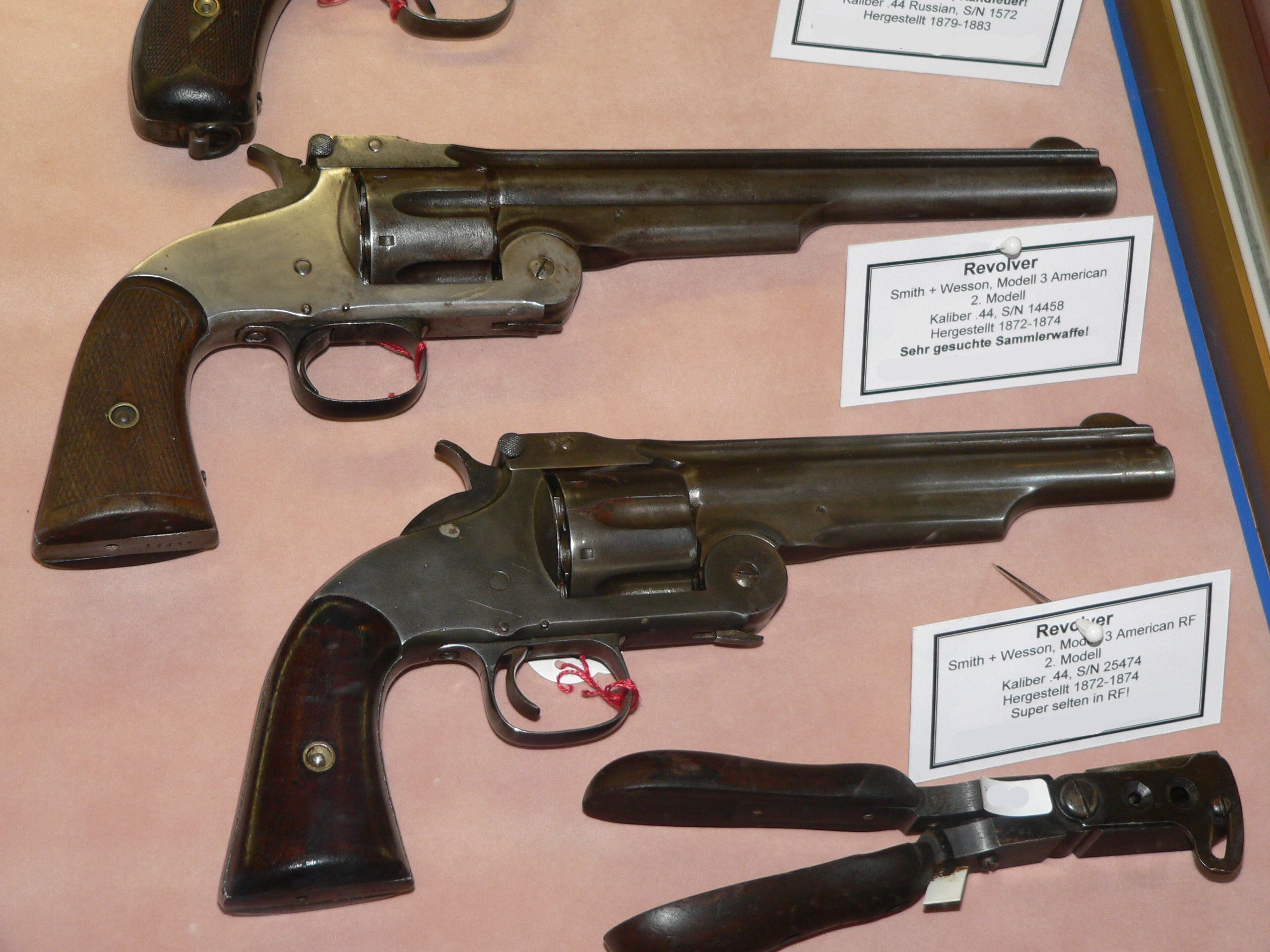
Dois exemplares do S&W No. 3, Second Model Revolver em exposição.

## Variantes
- First Model Schofield
- Second Model Schofield[2]
- New Model Number 3[2]
- Australian Model[3]
- Smith & Wesson .44 Double Action First Model[4]

### Cópias
Várias cópias não autorizadas do Model 3 foram feitas ao longo dos anos, tanto localmente quanto em outros países, como: Espanha, México, Belgica, Alemanha. Rússia, Turquia e Paquistão.

### Reproduções modernas
Reproduções modernas do Smith & Wesson Model 3 Revolver são feitas por várias empresas, incluindo (principalmente) a própria Smith & Wesson, bem como os fabricantes de armas italianos Aldo Uberti S.p.A. e Armi San Marco.

## Usuários
| - Estados Unidos: - Império Russo: - Reino do Montenegro: - Argentina: - Império do Japão: - Império Otomano: - Canadá: - Austrália: - Espanha: - Polónia: |  | - George W. Schofield - Wyatt Earp - Virgil Earp - Jesse James - Robert Ford - Pat Garrett - Annie Oakley - Billy the Kid - John Wesley Hardin - Theodore Roosevelt |